# Ситар Оксана Володимирівна
Ситар Оксана Володимирівна (нар. 4 листопада 1985[джерело?], селище Макарів, Київської області, Українська РСР) — українська науковиця, біолог, кандидат біологічних наук, наукова співробітниця кафедри фізіології та  екології рослин навчально-наукового центру «Інститут біології» Київського національного університету імені Тараса Шевченка.

## Життєпис
Оксана Ситар народилась 1979 року на Київщині. У 2002 році вона закінчила Київський національний університет імені Тараса Шевченка. Потім навчалась в аспірантурі на кафедрі фізіології та екології рослин рідної альма-матер.
Працює старшою науковою співробітницею кафедри фізіології та екології рослин навчально-наукового центру «Інститут біології» КНУ імені Тараса Шевченка.

## Наукова діяльність
Оксана Ситар у 2005 році захистила кандидатську дисертацію «Регуляція адаптивних реакцій рослин сої елементами мінерального живлення за умов свинцевого навантаження»
Наукові інтереси
- вивчення особливостей мінерального живлення,
- екологічне сільське господарство,
- адаптивний потенціал рослинного організму, сталий розвиток.

### Наукові праці
Оксана Ситар — є авторкою понад 120 наукових праць, з них 96 наукових статей (наукові публікації), 13 тез (наукові публікації) та декількох матеріалів конференцій (наукові публікації).
Всього публікацій у Scopus (affiliation — Taras Shevchenko National University of Kyiv) — 46.
- Застосування інформаційних технологій для обробки фізіологічних показників рослин (методичні рекомендації до практичних занять). К.,2008 (у співавт.);
- Методи математичної статистики у фізіології рослин (курс лекцій). К., 2008 (у співавт.);
- Dynamics of phenolic acids and total phenolic content in nickel-treated buckwheat // Journal of Crop Science and Biotechnology. 2012 (у співавт).

## Нагороди та відзнаки
- Грамота Президії НАН України в конкурсі молодих вчених України (2002, 2008);
- нагорода Лідер науки України 2016. Web of Science Award у номінації «Вчений України. За значні успіхи» (біологія та науки про життя) за  значний внесок для розвитку відповідної галузі науки;
- лавреатка IV конкурсу науково-технічних проєктів «Інтелектуальний потенціал молодих вчених — місту Києву» (2004, 2005);
- лавреатка II конкурсу науково-технічних проєктів «Інтелект молодих — на службу столиці» (2006).